# Ein tolles Früchtchen
Ein tolles Früchtchen ist eine österreichische Filmkomödie von Franz Antel aus dem Jahr 1953. In Deutschland lief der Film auch unter dem Titel Das Früchtchen.

## Handlung
Familie Strux hat ständig Geldprobleme: Mutter Ilse steht ihrem Mann Modell, der versucht sich leidlich als moderner Maler und Tochter Eva spielt Klavier in einem existentialistischen Café, das von der überspannten Madeleine geleitet wird. Jeden Monat wartet die Familie auf einen Scheck ihrer reichen Tante Emilia, der ihnen hilft, die Miete zu zahlen. Mit dem neuen Scheck erhält die Familie auch die Nachricht, dass Emilia aus dem fernen Südamerika zu Besuch kommt und noch am selben Tag eintreffen wird. Eilig räumen die Struxens ihre Künstlerwohnung um und verwandeln sie in eine mondäne Wohnung. Ein viel größeres Problem als der seit Jahren vorgeschwindelte hohe Lebensstil ist jedoch die 20-jährige Tochter Eva. Sie kam bereits auf die Welt, als Ilse und Gabriel noch in wilder Ehe lebten. Um ihre moralische Tante nicht zu erzürnen, haben beide Evas Existenz erst nach der Heirat bekanntgegeben, weswegen sie theoretisch erst 11 Jahre alt sein dürfte. Da Eva kaum weibliche Rundungen hat, wird sie kurzerhand in ein Mädchenkleid gesteckt und als Kind ausgegeben.
Auch Tante Emilia hat ein Geheimnis. Sie hat in Südamerika den Zirkusleiter Pedro kennen und lieben gelernt und beide haben geheiratet. Sie leiten den Zirkus Apollo Galotti, den größten Wanderzirkus der Welt, dem beide auch ihren Reichtum verdanken. Da Emilia in ihrer Familie sittenstrenge Verwandte vermutet, gibt sie sich nun ebenfalls als elegante Dame und zwängt Pedro in einen Anzug. Das erste Treffen verläuft voller Wiedersehensfreude und Notlügen; so meint Emilia, ihr Mann verdiene das Geld im Ex- und Import. Eva überzeugt als Kind, erhält Bonbons und Spielsachen und eilt schon bald in ihr Café, wo sie Klavier spielt.
Um für Eva vorzusorgen, plant Emilia, ihr zu ihrem „12. Geburtstag“ einen Scheck über 20.000 Dollar zu geben, der zu ihrem 21. Geburtstag eingelöst werden kann. Obwohl die Familie die Absicht hatte, Emilia alles zu beichten, wollen sie die Maskerade nun etwas länger aufrechterhalten, ist Evas 21. Geburtstag doch bereits in zwei Tagen. Bis dahin kommt es zu zahlreichen Zwischenfällen. Eva geht mit Emilia in ein Kaufhaus und übt im Kinderkleid ein Jazzlied am Klavier, weswegen sie vom Angestellten Paul Wiesinger für ein Wunderkind gehalten wird. Als er Eva später „normal“ im Café spielen sieht, meint sie, dass sie eine kleine Schwester habe, die Paul unbedingt als Attraktion am nächsten Tag im Kaufhaus auftreten lassen will. Eva sagt notgedrungen zu. Eva und ihr Vater gehen in ein Café, wo beide rauchen und trinken und dabei einer Frau vom Jugendamt auffallen, die gleich von Kindeswohlgefährdung ausgeht. Beim Ballspiel stört Eva als Kind verkleidet ein Treffen von Paul, in den sie sich verliebt hat, mit seiner Verehrerin Nadine, der sie Schlagsahne aufs Kleid schmiert, wofür sie eine Ohrfeige erhält. Dies wiederum bringt die Frau vom Jugendamt erneut in Rage und sie kündigt Konsequenzen an. Familie Strux findet unterdessen heraus, dass Pedro und Emilia Zirkusinhaber sind. Wegen der 20.000 Dollar können sie jedoch ihr Geheimnis nicht auflösen.
An ihrem Geburtstag muss Eva zunächst mit Pedro zum Zirkus gehen, will er aus ihr doch eine Artistin machen. Weil ihr Mädchenkleid von einem Zirkuselefanten gestohlen und in den Löwenkäfig geworfen wird, verspätet sich Eva bei ihrem Auftritt im Kaufhaus, wo sie in einem normalen Kleid erscheint und sich vor Paul zunächst als die große Schwester ausgibt. Als Pauls Chef ihm wegen der Blamage des verpassten Auftritts mit Kündigung droht, deckt Eva schließlich ihr Doppelleben auf. Sie verkleidet sich als Kind und spielt vor dem entzückten Publikum. Pedro ist unterdessen untröstlich, glaubt er doch, dass ein Löwe Eva gefressen hat. Sie erscheint kurz darauf zu Hause und alle sind glücklich. Auch Paul kommt und hat für jeden ein Geschenk dabei, darunter auch ein neues Kleid für Eva. Die Frau vom Jugendamt wiederum erscheint, um Eva der Familie zu entziehen. Sie ist, wie auch Emilia, verwirrt, als Eva als Erwachsene vor ihr steht. Emilia will die 20.000 Dollar nun zurücknehmen, erfährt jedoch von Pedro, dass er ihr Vermögen längst in den Zirkus investiert hat. Es kommt zur großen Versöhnung und Eva, Ilse, Gabriel, das Hausmädchen Kleopatra und Evas Verlobter Paul werden Teil der großen Zirkusfamilie.

## Produktion
Produziert wurde der Film im Thalerhof-Studio in Graz. Die Außenaufnahmen entstanden in Wien (Zirkus Apollo) sowie in Graz und Umgebung. Ein tolles Früchtchen war der erste Film, zu dem Komponist Erwin Halletz die Musik beisteuerte. Die Filmbauten stammten von Sepp Rothauer. Der Film wurde am 2. Oktober 1953 gleichzeitig in Pforzheim sowie in den Mannheimer Kammerspielen uraufgeführt.
Der Film ist kein Remake des österreichischen Films Csibi, der Fratz (1934, ebenfalls in Deutschland als Früchtchen in den Kinos), behandelt aber ein sehr ähnliches Thema.

## Kritik
Der film-dienst befand, dass Ein tolles Früchtchen ein „plumpe[r] Schwank“ sei mit Situationskomik, „die in ihrer Niveaulosigkeit schwer zu unterbieten ist.“